# Holsted
Holsted är en tätort i Vejens kommun i Region Syddanmark i Danmark. Tätorten har 3 029 invånare (2024). Den ligger på Jylland, cirka 14 kilometer väster om Vejen. Holsted var centralort i Holsteds kommun fram till kommunreformen 2007.